# Machilus forrestii
Machilus forrestii är en lagerväxtart som först beskrevs av William Wright Smith, och fick sitt nu gällande namn av L.Li, J.Li & H.W.Li. Machilus forrestii ingår i släktet Machilus och familjen lagerväxter. Inga underarter finns listade i Catalogue of Life.